# Pesem Evrovizije 2014
Pesem Evrovizije 2014 je 59. tekmovanje za Pesem Evrovizije zapovrstjo. Izbor je potekal v mestu Kopenhagen, 6., 8. in 10. maja 2014, in sicer po zaslugi pevke Emmelie de Forest, ki je zmagala na izboru za Pesem Evrovizije 2013 s pesmijo »Only Teardrops«. Glavno prizorišče je bila ladjedelnica B&W. Slogan izbora Join Us! (Pridruži se!) je bil izbran 2. septembra.
Zaradi finančnih težav so od tekmovanja odstopile Hrvaška, Ciper, Bolgarija in Srbija, po letu premora pa sta se na Evrovizijski oder vrnili Portugalska in Poljska.   
Zmagovalka je postala Avstrija s skladbo »Rise Like a Phoenix« izvajalke Conchite Wurst (s pravim imenom Thomas »Tom« Neuwirth). Slovenska predstavnica Tinkara Kovač je po preboju v finale (enem redkih, odkar so leta 2004 uvedli sistem s predtekmovanji) v finalu zasedla predzadnje mesto.

## Prizorišče
2. septembra je bila dvorana B&W izbrana za gostitelja Pesmi Evrovizije 2014. Dvorana je imela preko 10.000 sedežev. Oder je bil v obliki logotipa prireditve, diamanta. Prvič v zgodovini pa okoli odra ni bilo gledalcev, saj je bila tam tako imenovana »Zelena soba«. Prvič v zgodovini Pesmi Evrovizije so razkrili žirijo, ki je ocenjevala pesmi. Slovensko žirijo je vodila Helena Blagne. Po koncu Evrovizije pa so bili objavljeni rezultati posameznega ocenjevalca. S tem bi tudi v bodoče želeli preprečiti kupovanje glasov.

## Države
Na Pesmi Evrovizije 2014 je sodelovalo 37 držav.

### 1. polfinale
V prvem polfinalu sodeluje 16. držav, od teh se jih 10 uvrsti v finale. V prvem polfinalu poleg sodelujočih držav glasujejo še Španija, Danska in Francija.
| #  | Država      | Jezik         | Izvajalec              | Pesem                | Prevod          | Uvrstitev | Točke |
| -- | ----------- | ------------- | ---------------------- | -------------------- | --------------- | --------- | ----- |
| 01 | Armenija    | Angleščina    | Aram MP3               | »Not Alone«          | Nisi sam        | 4         | 121   |
| 02 | Latvija     | Angleščina    | Aarzemnieki            | Cake to Bake         | —               | 13        | 33    |
| 03 | Estonija    | Angleščina    | Tanja                  | Amazing              | Neverjetno      | 12        | 36    |
| 04 | Švedska     | Angleščina    | Sanna Nielsen          | Undo                 | —               | 2         | 131   |
| 05 | Islandija   | Angleščina    | Pollapönk              | No Prejudice         | —               | 8         | 61    |
| 06 | Albanija    | Angleščina    | Hersi                  | One Night's Anger    | —               | 15        | 22    |
| 07 | Rusija      | Angleščina    | Sestri Tolmačovi       | Shine                | Zasveti         | 6         | 63    |
| 08 | Azerbajdžan | Angleščina    | Dilara Kazimova        | Start a Fire         | Začetek v ognju | 9         | 57    |
| 09 | Ukrajina    | Angleščina    | Mariya Yaremchuk       | Tick-Tock            | —               | 5         | 118   |
| 10 | Belgija     | Angleščina    | Axel Hirsoux           | Mother               | Mama            | 14        | 28    |
| 11 | Moldavija   | Angleščina    | Cristina Scarlat       | Wild Soul            | —               | 16        | 13    |
| 12 | San Marino  | Angleščina    | Valentina Monetta      | Maybe (Forse)        | Mogoče          | 10        | 40    |
| 13 | Portugalska | Portugalščina | Suzy                   | Quero ser tua        | —               | 11        | 39    |
| 14 | Nizozemska  | Angleščina    | The Common Linnets     | Calm After the Storm | —               | 1         | 150   |
| 15 | Črna gora   | Črnogorščina  | Sergej Ćetković        | Moj svijet           | Moj svet        | 7         | 63    |
| 16 | Madžarska   | Angleščina    | András Kállay-Saunders | Running              | Teči            | 3         | 127   |

### 2. polfinale
V drugem polfinalu je sodelovalo 15 držav, od teh se jih je 10 uvrstilo v finale. V drugem polfinalu so poleg sodelujočih držav glasovale še Nemčija, Italija in Velika Britanija.
| #  | Država     | Jezik                   | Izvajalec                   | Pesem                        | Prevod               | Uvrstitev | Točke |
| -- | ---------- | ----------------------- | --------------------------- | ---------------------------- | -------------------- | --------- | ----- |
| 01 | Malta      | Angleščina              | Firelight                   | Coming Home                  | Prihajam domov       | 9         | 63    |
| 02 | Izrael     | Angleščina, Hebrejščina | Mei Finegold                | Same Heart                   | Isto srce            | 14        | 19    |
| 03 | Norveška   | Angleščina              | Carl Espen                  | Silent Storm                 | Tiha nevihta         | 6         | 77    |
| 04 | Gruzija    | Angleščina              | The Shin in Mariko          | Three Minutes to Earth       | Tri minute do Zemlje | 15        | 15    |
| 05 | Poljska    | Poljščina               | Donatan in Cleo             | My Słowianie - We Are Slavic | Slovanska dekleta    | 8         | 70    |
| 06 | Avstrija   | Angleščina              | Conchita Wurst              | Rise Like a Phoenix          | —                    | 1         | 169   |
| 07 | Litva      | Angleščina              | Vilija Matačiūnaitė         | Attention                    | Pazljivo             | 11        | 36    |
| 08 | Finska     | Angleščina              | Softengine                  | Something Better             | Nekaj boljšega       | 3         | 97    |
| 09 | Irska      | Angleščina              | Can-Linn in Kasey Smith     | Heartbeat                    | Utrip srca           | 12        | 35    |
| 10 | Belorusija | Angleščina              | Teo                         | Cheesecake                   | Sirna torta          | 5         | 87    |
| 11 | Makedonija | Angleščina              | Tijana                      | To the Sky                   | K nebu               | 13        | 33    |
| 12 | Švica      | Angleščina              | Sebalter                    | Hunter of Stars              | —                    | 4         | 92    |
| 13 | Grčija     | Angleščina              | Freaky Fortune in RiskyKidd | Rise Up                      | —                    | 7         | 74    |
| 14 | Slovenija  | Angleščina,Slovenščina  | Tinkara Kovač               | Round and Round              | V krogu              | 10        | 52    |
| 15 | Romunija   | Angleščina              | Paula Seling & Ovi          | Miracle                      | Čudež                | 2         | 125   |

### Finale
V finalu glasujejo vse države. Država z največ točkami zmaga.
| #  | Država           | Jezik                  | Izvajalec                      | Pesem                        | Prevod            | Uvrstitev | Točke |
| -- | ---------------- | ---------------------- | ------------------------------ | ---------------------------- | ----------------- | --------- | ----- |
| 01 | Ukrajina         | Angleščina             | Mariya Yaremchuk               | Tick-Tock                    | Tik tok           | 6         | 113   |
| 02 | Belorusija       | Angleščina             | Teo                            | Cheesecake                   | Sirna torta       | 16        | 43    |
| 03 | Azerbajdžan      | Angleščina             | Dilara Kazimova                | Start a Fire                 | Začetek v ognju   | 22        | 33    |
| 04 | Islandija        | Angleščina             | Pollapönk                      | No Prejudice                 | —                 | 15        | 58    |
| 05 | Norveška         | Angleščina             | Carl Espen                     | Silent Storm                 | —                 | 8         | 88    |
| 06 | Romunija         | Angleščina             | Paula Seling & Ovi             | Miracle                      | Čudež             | 12        | 72    |
| 07 | Armenija         | Angleščina             | Aram MP3                       | Not Alone                    | Nisi sam          | 4         | 174   |
| 08 | Črna gora        | Črnogorščina           | Sergej Ćetković                | Moj svijet (Мој свијет)      | Moj svet          | 19        | 37    |
| 09 | Poljska          | Angleščina             | Donatan & Cleo                 | My Słowianie - We Are Slavic | Slovanska dekleta | 14        | 62    |
| 10 | Grčija           | Angleščina             | Freaky Fortune feat. RiskyKidd | Rise Up                      | —                 | 20        | 35    |
| 11 | Avstrija         | Angleščina             | Conchita Wurst                 | Rise Like a Phoenix          | —                 | 1         | 290   |
| 12 | Nemčija          | Angleščina             | Elaiza                         | Is It Right                  | A je prav         | 18        | 39    |
| 13 | Švedska          | Angleščina             | Sanna Nielsen                  | Undo                         | —                 | 3         | 218   |
| 14 | Francija         | Francoščina            | TWIN TWIN                      | Moustache                    | Brki              | 26        | 2     |
| 15 | Rusija           | Angleščina             | Sestri Tolmačovi               | Shine                        | Zasveti           | 7         | 89    |
| 16 | Italija          | Italijanščina          | Emma                           | La mia città                 | Moje mesto        | 21        | 33    |
| 17 | Slovenija        | Angleščina,Slovenščina | Tinkara Kovač                  | Round and round              | V krogu           | 25        | 9     |
| 18 | Finska           | Angleščina             | Softengine                     | Something Better             | —                 | 11        | 72    |
| 19 | Španija          | Angleščina             | Ruth Lorenzo                   | Dancing in the Rain          | Ples v dežju      | 10        | 74    |
| 20 | Švica            | Angleščina             | Sebalter                       | Hunter of Stars              | —                 | 13        | 64    |
| 21 | Madžarska        | Angleščina             | András Kállay-Saunders         | Running                      | Teči              | 5         | 143   |
| 22 | Malta            | Angleščina             | Firelight                      | Coming Home                  | Prihajam domov    | 23        | 32    |
| 23 | Danska           | Angleščina             | Basim                          | Cliché Love Song             | —                 | 9         | 74    |
| 24 | Nizozemska       | Angleščina             | The Common Linnets             | Calm After the Storm         | —                 | 2         | 238   |
| 25 | San Marino       | Angleščina             | Valentina Monetta              | Maybe (Forse)                | Mogoče            | 24        | 14    |
| 26 | Velika Britanija | Angleščina             | Molly                          | Children of the Universe     | Otroci v vesolju  | 17        | 40    |

## Države

#### Odstopljene
- Bolgarija - z bolgarske nacionalne televizije so sporočili, da se zaradi finančnih težav Evrovizije 2014 ne bodo udeležili.
- Srbija - s srbske nacionalne televizije so sporočili, da se zaradi finančnih težav Evrovizije 2014 ne bo udeležila.
- Andora – ne sodeluje na Pesmi Evrovizije od leta 2009.
- Luksemburg – ne sodeluje na Pesmi Evrovizije od leta 1994.
- Češka – ne sodeluje na Pesmi Evrovizije od leta 2010.
- Lihtenštajn
- Slovaška – ne sodeluje na Evroviziji od leta 2012.
- Monako – ne sodeluje na Pesmi Evrovizije od leta 2006.
- Turčija – na Evroviziji ne bo sodelovala, dokler se žirija in velikih 5 ne ukine, čeprav se širijo neuradne govorice, da napovedujejo povratek v letu 2015.
- Ciper – na Evroviziji ni sodeloval zaradi finančne krize, ki je zajela Ciper januarja 2013.
- Maroko – ne sodeluje na Evroviziji od leta 1981.
- Kosovo – že leta si želi pridobiti pravico do sodelovanja.
- Hrvaška – organizator tekmovanja za izbiro hrvaškega predstavnika za pesem Evrovizije je sporočil, da se Hrvaška ne bo udeležila izbora in da so se tako odločili zaradi težke gospodarske situacije in slabih uvrstitev hrvaških predstavnikov na nekaj zadnjih tekmovanjih.[3]
- Bosna in Hercegovina- čeprav so sodelovanje potrdili, niso našli finančnih sredstev ter sporočili, da se izbora ne bodo udeležili

#### Povratniki
- Portugalska
- Poljska

#### Odstopi
- Bosna in Hercegovina
- Hrvaška
- Srbija
- Bolgarija
- Ciper